# ヤガイ
株式会社ヤガイは、山形県山形市に本社を置き、主にカルパス、サラミ、ジャーキーといった肉加工食品を製造する企業。おやつカルパスの製造元として知られる。

## 概要
事業内容は、「おやつカルパス」などのカルパス、サラミ、ジャーキーといった加工食品製造業、食品卸売業（ELT株式会社）、外食事業（牛たん焼専門店 杜の都太助）。
山形本社と東京本社があり、山形市内に3つの工場を持ち、札幌、仙台、山形、名古屋、大阪、福岡に営業所がある。
スローガンは、おいしさはゆたかさ。企業テーマは、想像・挑戦・愛。

## 沿革
- 1974年 - 谷貝畜産工業株式会社設立[2]
- 1978年 - 工場を現在の本社がある山形市富神台に移転
- 1979年 - カルパス「ヤガイペンシル」製造開始
- 1980年 - 県外の営業所として東京営業所を東京都中央区日本橋茅場町に開設
- 1983年 - 本店を東京都中央区日本橋茅場町に移転
- 1986年 - 社名を「株式会社ヤガイ」に変更
- 1999年 - 1989年に建設した山形第二工場がHACCP承認工場認定。本社工場も2004年にHACCP承認工場認定。
- 2002年 - 「おやつカルパス」製造開始
- 2003年 - 外食事業「牛たん焼専門店 杜の都太助」をオープン
- 2011年 - 山形第二工場が厚生労働大臣から食品衛生優良施設の表彰を受ける[3]。2015年には同工場がFSSC22000認証を取得。
- 2016年 - 本社を山形市富神台に移転。山形市富神台に建設した山形第三工場がFSSC22000認証を取得。
- 2017年 - 経済産業省の地域未来牽引企業に選定される[4]
- 2019年 - 食品卸売業のELT株式会社がグループに加わる

## おやつカルパス
おやつカルパスは、鶏肉と豚肉を使用したソフトタイプのカルパス。公式キャラクター「おやつパンダ」のパッケージが特徴、山形県を代表する珍味として紹介されることもある。
山形県の内陸部では物流が発達していなかった時代に日持ちのする加工食品が好まれたことから、お茶の時間に菓子や漬物に加えてサラミやカルパスを出す風習があり、食品スーパーでは他地域より多くの種類のサラミやカルパスが売られているという。
ヤガイは1979年からカルパス「ヤガイペンシル」を製造しており、同商品は初代社長考案のキャラクター「ピーターくん」のパッケージで駄菓子屋などで販売されている。
「おやつカルパス」は2002年に製造を開始した人気商品で、近年ではエースコックとコラボレーションしたカップ麺を販売したり、オリンピック柔道女子78キロ超級・金メダリスト素根輝の大好物としても取り上げられている。

## 主な製品
- カルパス
  - ヤガイペンシル - 1979年に発売開始、初代社長考案のキャラクター「ピーターくん」
  - おやつカルパス - 2002年に発売開始、キャラクター「おやつパンダ」
  - ZOOカルパス
- サラミ
- ジャーキー - ビーフジャーキー など